# ياسوتاكا هونما
ياسوتاكا هونما (باليابانية: 本間 康貴) (مواليد 6 يونيو 1983)، هو لاعب كرة قدم كان يلعب كحارس مرمى.